# Vampyrdanserinden
Vampyrdanserinden er en dansk stumfilm fra 1912, instrueret af August Blom og produceret af Nordisk Film Kompagni. Filmen blev en stor succes og solgte i 112 eksemplarer. Filmen blev markedsført i engelsktalende lande som: "The vampire dancer" og i Finland som: "Wampyyritanssijatar". Det var første gang det senere så populære emne med vampyrer og Dracula blev brugt i filmens verden.

## Handling
| „ | Dette effektfuldt Skuespil fra Artisternes brogede Verden overstraaler højt det meste af, hvad Publikum hidtil har set af "levende Billeder" | “ |
|   | — Nordisk Film programtekst |   |

Silvia Lafont (Clara Wieth) en berømt danserinde, der optræder med et populært nummer hun kalder for vampyrdansen. Men uheldigvis er hendes dansepartner Enric blevet dødssyg og kan ikke længere medvirke. Så hun annoncerer efter en ny dansepartner og af mængden af svar udvælger Silvia omhyggeligt Oscar Borch (Robert Dinesen) – en ung og smuk mand. Silvias er forlovet med Grev von Waldberg (Henry Seemann), der skuer noget vrangvilligt mod Oscar, men dog bliver overbevist, da han får at vide, at denne fremmede mand blot er hendes nye dansepartner.
Silvia og Oscar træner nu hårdt i mange dage med at indøve den nye dans, men der går ikke lang tid før Oscar falder for den skønne Silvias charme og bliver inderligt forelsket i hende. Han har dog en indelukket natur og har ikke modet til at fortælle det til hende, desuden ved han alt for godt, at hun allerede er forelsket i hendes forlovede. En dag efter en prøve bliver de inviteret på middag, og så tager Oscar alligevel mod til sig og får erklæret Silvia sin dybe hengivenhed og kærlighed. Hun klapper ham kærligt på kinden og beder ham dog være fornuftig, og i det samme kommer hendes forlovede greven forbi og glad for afbrydelse springer hun ham i møde. Da hun kysser greven på munden knuser Oscar i raseri sin glas i hånden og forlader selskabet.
Hjemme forstår Oscars moder (Johanne Krum-Hunderup) ikke sin søns nedtrykthed, da han kaster sig grædende til hendes bryst, men da han kort tid efter modtager et brev fra Silvia om at møde hende i hendes hjem, skifter hans humør brat, mens han himmelhenrykt skynder sig til hende. Hun bebrejder ham dog optrinnet tidligere og beder ham skubbe de tåbelige tanker til side. Hun har allerede en forlovet, som hun elsker. Næste dag har de premiere på deres dans, Oscar opsøger Silvia i hendes garderobe og erklærer igen sin dybe kærlighed til hende, og tilmed griber han hende brutalt og kysser hendes arme og hals – så bliver hun rigtig vred og sender ham ud. I desperation tømmer han en ukendt flaske lige før det er deres tur til at optræde. Silvia danser sin fortryllende sansepirrende vampyrdans, hvor finalen er da hun kaster sig over Oscar og "kvæler" ham. Dansen bliver en overvældende succes og publikummet er ellevildt. Igen og igen må tæppet gå op og Silvia neje og bukke og modtage blomsterbuketter. Hun prøver forgæves at få Oscar til at rejse sig for at deltage i bifaldet. Stiv ligger han ubevægeligt midt på scenen omgivet af blomster. Hun får da øje på flasken i hans hånd. Det er en giftflaske!

## Medvirkende
| Skuespiller                | Rolle                                |
| -------------------------- | ------------------------------------ |
| Clara Wieth                | Silvia Lafont, vampyr-danserinden    |
| Henry Seemann              | Grev von Waldberg, Silvias forlovede |
| Robert Dinesen             | Oscar Borch, Silvias dansepartner    |
| Carl Schenstrøm            |                                      |
| Julie Henriksen            |                                      |
| Birger von Cotta-Schønberg |                                      |
| Frederik Jacobsen          | Tjener                               |
| Agnes Nørlund              |                                      |
| Frederik Christensen       |                                      |
| Ingeborg Bruhn Bertelsen   |                                      |
| Svend Bille                |                                      |
| Axel Boesen                |                                      |
| Johanne Krum-Hunderup      | Oscars mor                           |
| Otto Lagoni                |                                      |
| H.C. Nielsen               |                                      |
| Maggi Zinn                 |                                      |